# Mimi-gawa
Le fleuve Mimi (耳川, Mimi-gawa) est un cours d'eau du Japon s'écoulant sur l'île de Kyūshū. Il traverse le district de Higashiusuki et la ville de Hyūga.

## Bassin fluvial
Le bassin fluvial du fleuve Mimi s'étend sur la préfecture de Miyazaki.
- Préfecture de Miyazaki
  - District de Higashiusuki
    - Shiiba
    - Morotsuka
    - Misato

  - Hyūga